# William Savin Fulton

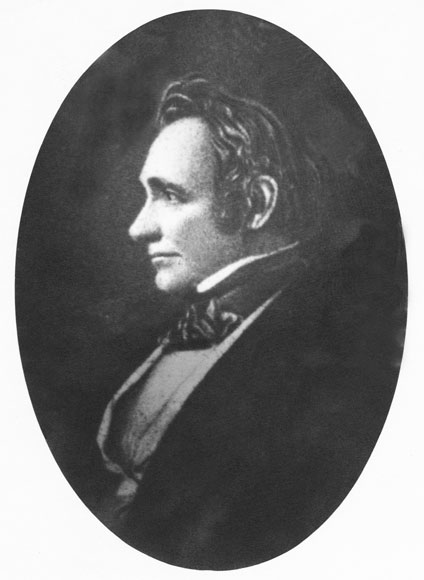
William Savin Fulton

William Savin Fulton (* 2. Juni 1795 im Cecil County, Maryland; † 15. August 1844 in Little Rock, Arkansas) war ein US-amerikanischer Politiker. Er fungierte als US-Senator von Arkansas und letzter Gouverneur des Arkansas-Territoriums.

## Frühe Jahre und politischer Aufstieg
William Fulton besuchte bis 1813 das Baltimore College. Dann nahm er als Freiwilliger am Krieg von 1812 teil. Nach dem Krieg zog er nach Gallatin in Tennessee. Nach einem Jurastudium wurde er 1817 als Anwalt zugelassen. Zur Zeit des Ersten Seminolenkriegs von 1818 bis 1819 war Fulton im Stab von General Andrew Jackson während dessen Feldzug in Florida. 1820 ließ er sich in Florence in Alabama nieder, wo er sowohl als Anwalt als auch als Journalist für die Demokratische Zeitung „Florence Gazette“ tätig war. Im Jahr 1822 wurde er dort Bezirksrichter. 1829 ernannte ihn sein Freund Jackson, der inzwischen Präsident der USA geworden war, zum neuen Staatssekretär im Arkansas-Territorium. Er löste Robert Crittenden ab, der in Arkansas bis dahin sehr einflussreich war und aus politischen Gründen entlassen wurde.

## Staatssekretär und Territorialgouverneur
In seiner Zeit als Staatssekretär musste Fulton oft den eigentlichen Gouverneur John Pope vertreten, wenn dieser außer Landes war. Da Fulton die Unterstützung der Demokratischen Partei hatte, konnte er auch einige Familienmitglieder in führende Ämter des Territoriums platzieren. Nachdem sich Gouverneur Pope und Präsident Jackson politisch auseinandergelebt hatten, wurde Pope 1835 nicht mehr in seinem Amt bestätigt. Jackson ernannte Fulton an seiner Stelle zum neuen und letzten Territorialgouverneur. Zu diesem Zeitpunkt waren bereits die Weichen zur Aufnahme des Staates Arkansas in die Union gestellt. Allerdings war Fulton der Meinung, das Land sei noch nicht bereit, ein Bundesstaat der USA zu werden. In der Frage konnte er sich aber nicht durchsetzen. Nach der Verabschiedung einer Verfassung und der Anerkennung derselben durch den Kongress wurde Arkansas am 15. Juni 1836 zum 25. Bundesstaat der Vereinigten Staaten. Mit der Amtseinführung des ersten regulären Gouverneurs, James Sevier Conway, endete Fultons Zeit als Territorialgouverneur.

## Weiterer Lebenslauf
William Fulton blieb auch nach dem Ende des Arkansas-Territoriums politisch aktiv. Noch im Jahr 1836 wurde er neben Ambrose Hundley Sevier US-Senator in Washington. Vom 18. September 1836 bis zu seinem Tod am 15. August 1844 behielt er sein Mandat im Senat.
Nach ihm ist Fulton County in Arkansas benannt.